# Skateboard ai Giochi della XXXII Olimpiade - Park femminile
La gara di park femminile dei Giochi della XXXII Olimpiade si è svolta il 4 agosto 2021. Hanno partecipato 20 atlete provenienti da 13 diverse nazioni.
La vincitrice della gara è stata la giapponese Sakura Yosozumi.

## Semifinale
Le prime otto atlete avanzano alla finale.
| Pos. | Batteria | Atleta               | Nazione       | Run   | Run   | Run   | Note |
| Pos. | Batteria | Atleta               | Nazione       | 1     | 2     | 3     | Note |
| ---- | -------- | -------------------- | ------------- | ----- | ----- | ----- | ---- |
| 1    | 4        | Misugu Okamoto       | Giappone      | 54.31 | 55.59 | 58.51 | Q    |
| 2    | 3        | Sky Brown            | Gran Bretagna | 55.26 | 57.40 | 40.03 | Q    |
| 3    | 2        | Kokona Hiraki        | Giappone      | 49.44 | 52.46 | 6.06  | Q    |
| 4    | 1        | Sakura Yosozumi      | Giappone      | 42.50 | 45.93 | 45.98 | Q    |
| 5    | 4        | Bryce Wettstein      | Stati Uniti   | 44.50 | 2.70  | 40.03 | Q    |
| 6    | 4        | Poppy Olsen          | Australia     | 44.03 | 38.04 | 34.37 | Q    |
| 7    | 3        | Yndiara Asp          | Brasile       | 43.23 | 6.64  | 21.84 | Q    |
| 8    | 1        | Dora Varella         | Brasile       | 31.53 | 41.59 | 13.86 | Q    |
| 9    | 1        | Lilly Stoephasius    | Germania      | 38.37 | 24.33 | 10.07 |      |
| 10   | 4        | Isadora Pacheco      | Brasile       | 36.71 | 2.13  | 37.08 |      |
| 11   | 2        | Jordyn Barratt       | Stati Uniti   | 35.22 | 19.34 | 23.44 |      |
| 12   | 2        | Brighton Zeuner      | Stati Uniti   | 31.21 | 33.25 | 34.06 |      |
| 13   | 3        | Madeleine Larcheron  | Francia       | 32.34 | 26.42 | 32.15 |      |
| 14   | 2        | Lizzie Armanto       | Finlandia     | 24.26 | 22.76 | 30.01 |      |
| 15   | 4        | Xin Zhang            | Cina          | 23.25 | 23.03 | 28.16 |      |
| 16   | 3        | Julia Benedetti      | Spagna        | 27.76 | 27.50 | 22.31 |      |
| 17   | 3        | Amelia Brodka        | Polonia       | 6.00  | 20.17 | 18.20 |      |
| 18   | 1        | Bombette Martin      | Gran Bretagna | 14.40 | 16.21 | 14.31 |      |
| 19   | 1        | Josefina Tapia Varas | Cile          | 9.73  | 3.12  | 9.72  |      |
| 20   | 2        | Melissa Williams     | Sudafrica     | 7.93  | 5.69  | 8.30  |      |

## Finale
| Pos. | Atleta          | Nazione       | Run   | Run   | Run   |
| Pos. | Atleta          | Nazione       | 1     | 2     | 3     |
| ---- | --------------- | ------------- | ----- | ----- | ----- |
|      | Sakura Yosozumi | Giappone      | 60.09 | 32.20 | 50.04 |
|      | Kokona Hiraki   | Giappone      | 58.05 | 59.04 | 5.70  |
|      | Sky Brown       | Gran Bretagna | 47.53 | 47.37 | 56.47 |
| 4    | Misugu Okamoto  | Giappone      | 20.68 | 53.58 | 51.99 |
| 5    | Poppy Olsen     | Australia     | 35.20 | 46.04 | 39.28 |
| 6    | Bryce Wettstein | Stati Uniti   | 44.50 | 17.96 | 16.21 |
| 7    | Dora Varella    | Brasile       | 40.42 | 6.18  | 38.54 |
| 8    | Yndiara Asp     | Brasile       | 37.34 | 7.14  | 7.04  |